# Hofanlage Kastanienstraße 2
Die Hofanlage Kastanienstraße 2 in der niedersächsischen Gemeinde Loxstedt, Ortsteil Stotel, im Landkreis Cuxhaven, stammt vom Ende des 19. Jahrhunderts. Aktuell (2024) wird sie landwirtschaftlich genutzt.
Die Gebäude stehen unter Denkmalschutz (siehe auch Liste der Baudenkmale in Loxstedt).

## Beschreibung
Die Hofanlage im Zentrum von Stotel besteht aus:
- dem eingeschossigen giebelständigen Wohn- und Wirtschaftsgebäude von 1885 (Inschrift) als Vierständer-Hallenhaus mit massiven Backsteinaußenwänden, flach geneigtem ziegelgedeckten Satteldach auf hohem Drempel, Grooter Door mit Korbbogen sowie rundbogigen eisenversprossten Fenstern, giebelteilendem Gesims als Deutsches Band (Sägezahnfries) und Ortganggesims,[2]
- der giebelständigen Scheune als Backsteinbau von um 1890 mit flach geneigtem ziegelgedeckten Satteldach, mit seitlicher Toranlage und Querdurchfahrt sowie Ladeluke an der Längsseite,[3]
- der historischen Feldsteinpflasterung des Hofes, straßenseitig zwischen Wohn- und Wirtschaftsgebäude und Scheune[4]
- sowie den nicht denkmalgeschützten Nebenanlagen.

Das Landesdenkmalamt befand u. a.: „Bei der Hofanlage Kastanienallee 2 in Stotel handelt es sich um einen jüngeren Typ mit Backsteinbauten ….“